# Гапут (гора)
Гапу́т — гірська вершина у північно-східній частині Великого Кавказу. Знаходиться на півночі Азербайджану.